# Symplecta irata
Symplecta irata là một loài ruồi trong họ Limoniidae. Chúng phân bố ở miền Tân bắc.